# Фаульбах (река)
Фаульбах (нем. Faulbach) — река в Германии, протекает по Нижней Франконии (земля Бавария). В верховьях называется Фрикенкгрунд (Frickengrund). Речной индекс 247114. Площадь бассейна составляет 29,30 км². Длина реки — 11,26 км. Высота истока 268 м. Высота устья 129 м.

## Географическое положение
В одном из источников XIX века приводится следующее описание потока:

Фаульбах берёт начало у Альтенбуха, лесной деревушки, лежащей в одноимённой округе, протекает через Брайтенбрунн и возле Фаульбаха — довольно значительного села — впадает в Майн.
Оригинальный текст (нем.)Die Faulbach entspringt bei Altenbuch, einem im Reviere gleichen Namens liegenden Walddorfe, fließet durch Breitenbrunn und ergießet sich bei Faulbach, einem ziemlich beträchtlichen Pfarrdorfe, in den Main.
— 

## Этимология
Название реки восходит к двум корням: средневерхненемецкому bach («ручей») и прилагательному vûl, или faul (в переводе с немецкого — «ленивый»; другое значение — «гнилой», «тухлый», «зловонный»).